# Глуховка (приток Тетерева)
Глуховка (укр. Глу́хівка) — река на Украине, протекает по территории Радомышльского района Житомирской области. Левый приток Тетерева (бассейн Днепра). Длина реки — 21 км, площадь водосборного бассейна — 101 км².

## География
Берёт начало в окрестностях села Русановка, далее протекает через ряд сёл и впадает в реку Тетерев. Относится к бассейну реки Днепр.